# Ericsson
«Е́рікссон» (швед. Ericsson, Telefonaktiebolaget L. M. Ericsson)  — шведська технологічна компанія, яка виробляє телекомунікаційне обладнання. Ericsson була заснована в 1876 році Ларсом Магнусом Ерікссоном. Головний офіс компанії розміщений у Швеції. Наразі компанія активно впроваджує 5G та інновації у галузі ІоТ, штучного інтелекту та хмарних технологій.

## Розвиток у ХІХ сторіччі

### Заснування та розвиток до 1900 року

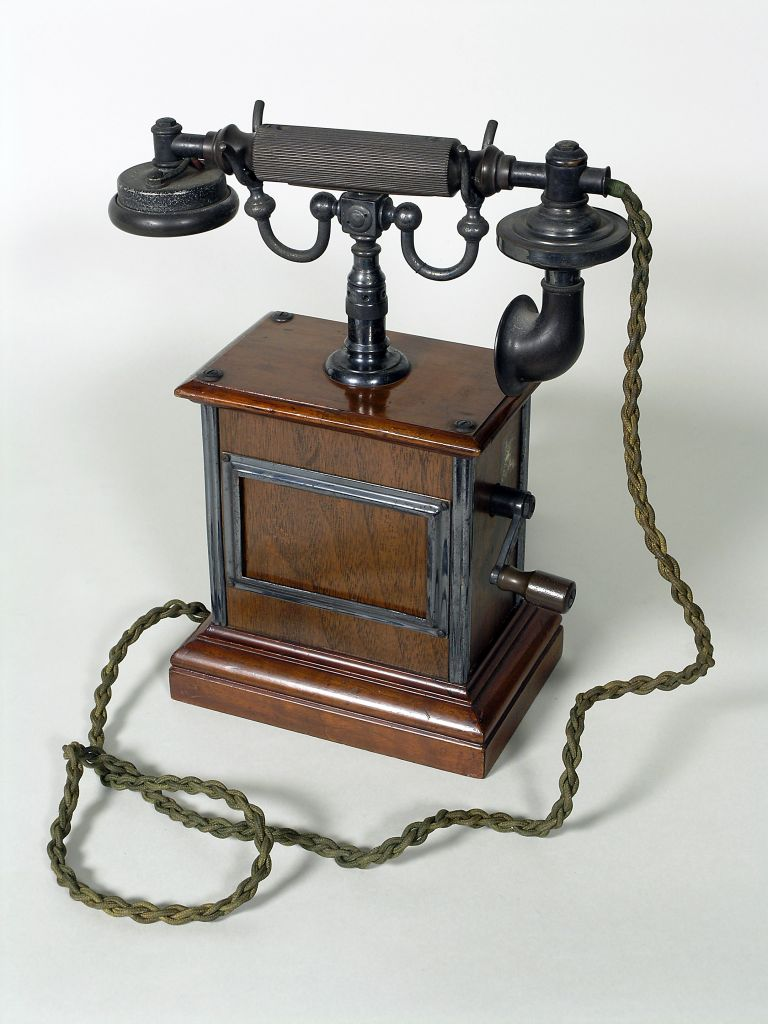
Рання модель телефона Ерікссона в дерев'яному корпусі виготовлена на фабриці Ericsson Telephone Co. Ltd. в в Англії, зараз в зібранні

Засновник компанії — Ларс Магнус Ерікссон. Свою кар'єру він починав звичайним робітником. У 15 років поїхав до Норвегії, де працював та навчався ковальської справи, а через 6 років повернувся до Швеції й облаштувався у Стокгольмі.
Історія Ericsson почалася з 1876 року з майстерні з ремонту телеграфних приладів та невеликих машинобудівних робіт. Коли вперше у Швеції з'явився новий винахід, телефон, Ericsson розширила свою діяльність — до ремонту та встановлення телефонів. Ларс швидко зрозумів їхні можливості й почав вдосконалювати та створювати власні версії пристрою.
До 1880 року в майстерні Ericsson працювало десять працівників. Тоді виробництво складалося з телефонів, пожежних телеграфів та різних типів електричних приладів. Компанія зростала й у 1881 році стала постачальником нещодавно створеної на той момент телекомунікаційної асоціації Gefle Telefonförening.
Наступні роки Ларс Магнус Ерікссон продовжував вдосконалювати телефон, зокрема мікрофон. Після спірального мікрофона він розробив вугільний і запатентував його у 1885 році. Згодом представив ще одну його покращену версію.
Наприкінці 1890-х років Ericsson розширилася на зовнішні ринки. У Великій Британії та Росії компанія створила заводи, завдяки чому зросли шанси отримати контракти та збільшити виробництво шведської фабрики.
В короткі строки налагоджується експорт телефонного обладнання в Норвегію, Данію, Фінляндію. Продукти Ericsson дісталися навіть Австралії та Нової Зеландії, до кінця 1890-х років вони були найбільшими позаєвропейськими ринками компанії. Продажі в Мексиці допомогли налаштувати бізнес в країнах Південної Америки. Крім цього, Південна Африка та Китай також приносили значні продажі.
На момент реєстрації в 1896 році компанія переросла у велике підприємство з більше ніж 500 співробітниками та випустила понад 100 000 телефонів. А вже 1900 року у штаті було понад 1000 спеціалістів.
Створивши багатонаціональну компанію, Ларс Ерікссон відійшов від справ в 1901 році.

## XX століття

### 1900—1946: розширення діяльності
1902 року Ericsson відкрила офіс продажів у Нью-Йорку. Через чотири роки його перетворили на завод з виробництва телефонів у Баффало. Ericsson мала амбітні плани посилити присутність у США, однак домінування компанії Bell фактично заблокувало цю перспективу.
Проте компанія продовжувала розширяти географію своєї діяльності. У 1905 році Ericsson отримала концесію на управління телефонною мережею в Мехіко та околицях. Через чотири роки ці операції взяла на себе дочірня компанія Ericsson — Mexeric.
У США ситуація залишалась складною. У 1914 році Ericsson переформатувала виробництво, однак це не допомогло. Тому у 1923 році Ericsson продала свою американську компанію.
Щоб відповідати вимогам ринку, компанія працювала над новими винаходами і у 1923 році випустила свій перший автоматичний 500-точковий комутатор. Він став головним продуктом Ericsson на наступні 50 років.
У 1920-х роках телекомунікаційний ринок залишався пріоритетним. Особливо важливим був радіозв'язок, адже ним активно користувалися під час Першої світової, а згодом і Другої світової війни.

### 1946—1970: перші послуги мобільного зв'язку
У 1946 році почалася головна революція телекомунікаційної індустрії — мобільний зв'язок. AT&T отримала дозвіл на будівництво та експлуатацію першої у світі служби мобільного зв'язку в Сент-Луїсі, штат Міссурі. Система складалася з базової станції з передавачем на шість каналів. Телефони були встановлені в автомобілях і використовували великі акумулятори, заховані в багажнику. Проте система швидко поширилася, і протягом декількох років нею користувалися близько 1000 абонентів у 25 містах.
Однак у 1947 р. AT&T запровадив концепцію, яка розділила географічні райони на комірки, кожна з яких мала власну базову станцію та канали. Доступні частоти можна використовувати паралельно в різних комірках, не заважаючи одна одній. Так вже у 1950 році телефонні станції Ericsson почали підтримувати міжнародні дзвінки.
У Канаді компанія Ericsson розпочала роботу ще у 1953 році. Згодом, через дев'ять років був підписаний контракт і компанія отримала назву Ericsson Telephone Sales of Canada Ltd. Так розпочалася робота Ericsson на території Канади.
У 1960-х роках Ericsson продовжила посилювати вплив на глобальному ринку — відкрили фабрики в Австралії, Мексиці та Бразилії.

### 1970—2000: технологічна революція та поширення Інтернету
На початку 1970-х років телекомунікаційна індустрія зіткнулася з революцією в галузі технологій. Нова цифрова технологія мала замінити старі електромеханічні комутатори в телефонних станціях. Тому у 1970 почалася розробка автоматичної експериментальної телефонної станції (AXE), яку змогли презентувати через 7 років. У 1980 році, через п'ять років після введення AXE, 14 з 22 шведських фабрик Ericsson трансформувалися, щоб виробляти AXE та периферійне обладнання.
Ринок продовжував розвиватися та у 1988 році Ericsson отримала запит на розробку Глобальної системи мобільного зв'язку (GSM) від Vodafone.
Протягом цього часу AXE набирала значну популярність. Так, їхня кількість у 1991 становила 105 млн, які були встановлені у 11 країнах світу. Завдяки цьому зв'язком могли користуватися 34 млн людей.
Найголовніші зміни прийшли із розповсюдженням мобільних телефонів у 1990-х роках і появою мобільного інтернету. Так у 2000 році, Ericsson стає провідним світовим постачальником мобільних систем 3G, а ще через рік разом з Vodafone проводить перший дзвінок через 3G.

## XXI століття

### 2001-нині: зростання та перебудова процесів
У 2000 році компанія стає провідним постачальником систем мобільного зв'язку 3G. Ericsson підписує найбільші на той момент контракти на управління мережами Operator 3 в Італії та Великій Британії у 2005 році.
У 2008 році компанія засновує дослідницький центр у Кремнієвій долині. Наступного року Ericsson та Verizon починають співпрацю, щоб здійснити перший дзвінок у мережі 4G. У 2009 році Ericsson запускає першу у світі комерційну LTE мережу в Стокгольмі.
У 2010 році Ericsson демонструє новий світовий рекорд — технологію HSPA c пропускною здатністю до 84 Мбіт/с. Через рік компанія Ericsson придбала компанію Telcordia Technologies за $1,15 млрд, завдяки чому розширила свій вплив на ринку мережевої оптимізації та бізнес-підтримки.
Зараз компанія активно працює над впровадженням 5G, хмарних рішень, а також IoT.
У серпні 2022 року, під час повномасштабного вторгнення РФ до України, компанія оголосила про плани закриття представництва у РФ до кінця року.

### Історія M&A
Ericsson придбала 29 компаній, у тому числі 7 за останні 5 років. У лютому 2018 року компанія Ericsson придбала платформу Placecast для управління мобільними даними на основі місцезнаходження. З того часу Ericsson інтегрувала платформу та можливості Placecast зі своїм програмним підрозділом мобільних оголошень — Emodo.
Щоб посилити напрямок радіобізнесу, розвивати власні продукти і сприяти поширенню 5G покриття, у листопаді 2019 року Ericsson закінчила придбання підрозділу антен і фільтрів Kathrein, провідного світового розробника антенних систем і супутньої електроніки зі штаб-квартирою в Розенхаймі, Німеччина. Це стратегічне об'єднання, оскільки розвиток 5G міцно пов'язаний із розробкою антен.
У вересні 2020 року Ericsson придбала американського виробника обладнання бездротових глобальних мереж 4G та 5G Cradlepoint за 1,1 млрд доларів. Cradlepoint буде працювати як окрема дочірня компанія в межах Ericsson і стане частиною підрозділу бізнесу та нових технологій Ericsson. Об'єднання допоможе компанії відповідати динаміці ринку та покращувати 5G-рішення для корпоративних клієнтів в умовах швидкої цифровізації.
У листопаді 2021 року компанія Ericsson оголосила про досягнення угоди про придбання американського провайдера хмарних комунікацій Vonage за 6,2 мільярда доларів. Придбання було завершене в липні 2022 року.

## Структура компанії

### Глобальний рівень
Кількість працівників Ericsson у всьому світі налічує близько 100 тисяч. Компанія присутня у більш ніж 180 країнах світу, що за структурою поділені на 10 регіонів.
Станом на 31 грудня 2020 року частка жінок серед працівників компанії становить 25 %, а чоловіків — 75 %.

#### У Європі
Компанія Ericsson почала свою історію в Європі з 1876 року, за цей час її винаходи стали важливими елементами європейської інноваційної історії. Зараз компанія активно діє на європейському континенті, а саме в Німеччині, Угорщині, Франції, Нідерландах, Іспанії, Фінляндії, Норвегії, Росії, Великій Британії та Польщі. Компанія Ericsson співпрацює з понад 100 партнерами в європейському регіоні.

#### В Північній та Південній Америці
У регіоні   Ericsson представлена у 36 країнах. У 2020 році на території Північної Америки налічувалося понад 10 тисяч співробітників.
США — це найбільший ринок Ericsson, де компанія посилює свою присутність та збільшує внесок у розвиток технологій. Так, 100 млн доларів становлять інвестиції 5G в Луїсвілл та Техас. На території Сполучених Штатів Америки налічується 7700 працівників. Компанія Ericsson реалізує свою діяльність в межах 30 міст. В даному регіоні засновані 5 передових навчальних центрів. Ericsson веде діяльність на території Сполучених Штатів майже 120 років.
Компанія зростає в регіоні Латинської Америки та Карибському басейні. Присутня у 34 країнах регіону, де працює понад 11 тисяч людей. Глобальний сервісний центр знаходиться в Керетаро, в Мексиці, де працює близько 2000 співробітників. Компанія Ericsson на території Південної Америки активно впроваджує нові технології та будує мережеве суспільство.

#### В Азії
Гілка компанії в Північно-Східній Азії охоплює ринок Китаю, Гонконгу, Макао, Тайваню, Японії та Південної Кореї. Північно-Східна Азія є ключовою сферою для компанії. Регіональний штаб розміщений у Пекіні. Потужного значення мають такі міста як: Нанкін, Шанхай, Далянь, Йокогама, Сіань та Гуанчжоу. Також ключові офіси є в Гонконгу, Токіо та Сеулі.
Японія сьогодні входить в п'ятірку найбільших ринків Ericsson, а головний офіс компанії у регіоні знаходиться в Токіо.

### Інші

#### Індія
Регіональна штаб-квартира розташована в Ґурґаоні, штат Харіяна. Індійський регіон налічує близько 20 тисяч співробітників, які задіяні у галузі інжинірингу, досліджень та розробок (R&D) у таких сферах як управління доходами, інтернет-протокол, мережа та великі дані. Ericsson має більше співробітників в Індії, ніж в решті країн світу.

#### Африка
Робота компанії Ericsson зосереджена в Кенії, Південній Африці, Мадагаскарі та Беніні.  Також компанія нарощує активність в країнах Африки на південь від Сахари, оскільки провайдери послуг зв'язку прагнуть зміцнити свої мережі та задовольнити попит на розширені мобільні послуги.

## Регіональний рівень

### Ericsson в Україні
Дочірнє підприємство Ericsson Ukraine є частиною регіону Східної Європи та Центральної Азії. Станом на 2020 рік в Україні працює близько 200+ співробітників. Директором Ericsson в Україні з 2018 року став Ярослав Ніцак. Ericsson в Україні реалізує стратегічно важливі проєкти. Компанія стала одним з основних постачальників обладнання GSM (2G), WCDMA(3G), LTE(4G) та транспортних рішень в Україні, а також сприяє розширенню 4G-покриття та активно бере участь у заходах з підготовки до впровадження 5G. Співпрацює з Міністерством цифрової трансформації України та реалізує освітні ініціативи для підтримки вишів та покращення підготовки спеціалістів.
У 2020 році компанія отримала нагороду «Найпривабливіший роботодавець у сфері телекомунікацій» від Randstad Employer Brand Research (Ancor).

### Історія Ericsson в Україні
Історія компанії в Україні розпочалася у 1893 році, коли було встановлено першу в Україні телефонну станцію в м. Києві. З 1995 року українське представництво міжнародної компанії зареєстровано як частина регіону Східної Європи та Центральної Азії. Наприкінці 1990-х років було підписано договір з «Укртелеком» для створення оптоволоконного каналу Київ-Львів протяжністю 970 км та зареєстровано офіційне дочірнє підприємство зі 100 % іноземними інвестиціями в Україні.
Починаючи з 2000-х років, компанія провела демонстрацію передачі голосового трафіку та стримінгового відео через 3G у Києві. Ринок продовжував розвиватися. Так, спільно з Київстар було запущено тестове обладнання для 3G-зв'язку, а згодом у 2016 році Ericsson спільно з провайдером INTELLECOM (GIRAFFE) проведено перше тестування мережі 4G на частоті 2300 МГц.
У 2019 році компанія Ericsson Україна та lifecell розвернули демосегмент мережі 5G та представили можливості п'ятого покоління в рамках Шведсько-українського бізнес-форуму (SUBF 2019) у Києві. У 2020 році за підтримки Ericsson та діджитал-оператора lifecell УДЦР та НКРЗІ провели вимірювання рівнів електромагнітних полів малопотужної базової станції 5G на базі рішення Ericsson Radio Dot System.

## Проєкти в Україні

### Тестування 5G
Під час тестування 5G Ericsson Україна і lifecell розгорнули демо-сегмент мережі 5G та провели відкрите тестування швидкості мобільного інтернету п'ятого покоління. Під час його реалізації була досягнута пікова пропускна здатність завантаження даних у 25,6 Гбіт/с в діапазоні ультрависоких частот 28 ГГц. Це тестування дало змогу випробувати обладнання та показати можливості 5G для українців.

### Меморандум з Міністерством цифрової трансформації України
У лютому 2020 року компанія підписала Меморандум про співпрацю з Міністерством цифрової трансформації України для розвитку інфраструктури інтернету — як фіксованого, так і мобільного, включно розширення покриття 4G (LTE-Advanced) і впровадження зв'язку наступного покоління 5G.

### Доступ до технологій
Ericsson реалізує освітні ініціативи для підтримки вишів та покращення підготовки спеціалістів. У 2016 році Ericsson із lifecell відкрили навчальну телекомунікаційну лабораторію у НТУУ КПІ, пізніше у 2018 році — в Харківському національному університеті радіоелектроніки (ХНУРЕ).

### 5G демоцентр
У червні 2021 року Ericsson запустила перший в Україні 5G демоцентр в м. Києві. Центр розташований в офісі Ericsson Україна і являє собою тестову лабораторію і демостудію з новітнім обладнанням і передовими розробками компанії. На базі центру промислові підприємства, мобільні оператори, інноваційні стартапи, а також інші гравці телеком ринку зможуть ознайомитися і протестувати рішення 4G / 5G як для бізнесу, так і для кінцевих користувачів мобільних послуг.

## Галерея

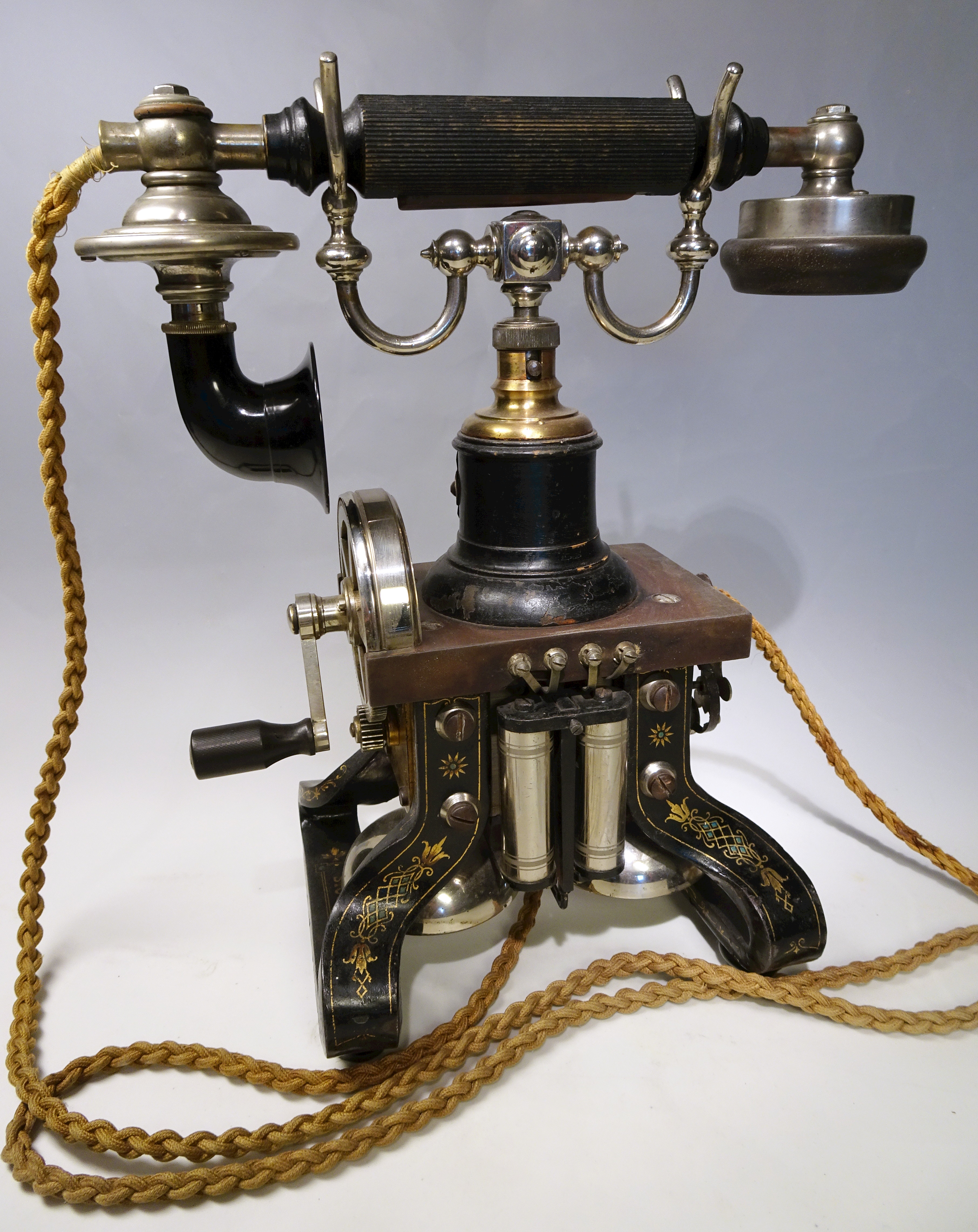
Skelettapparat, відомий як «такса», 1892
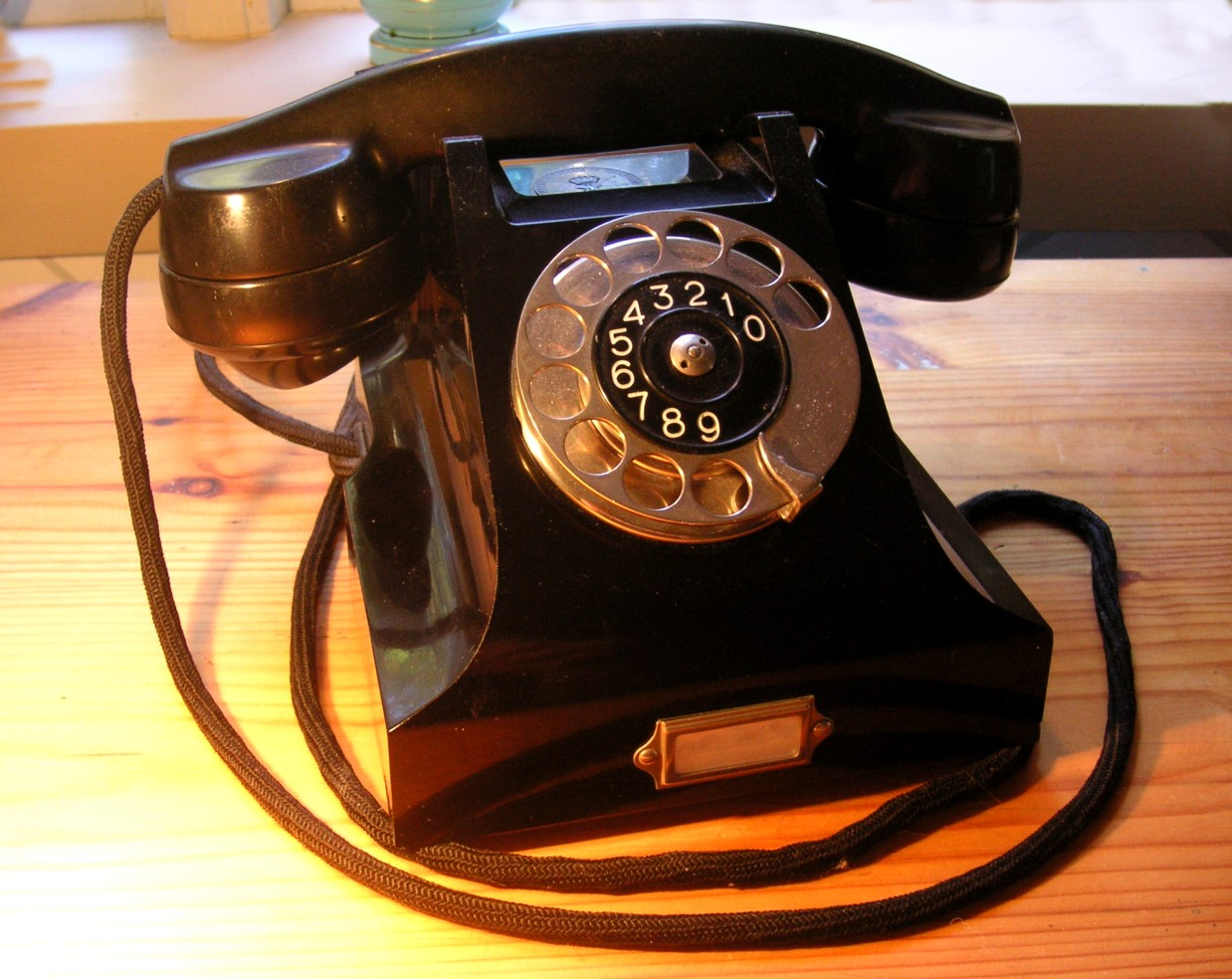
Перший бакелітовий телефон Ericsson, 1931
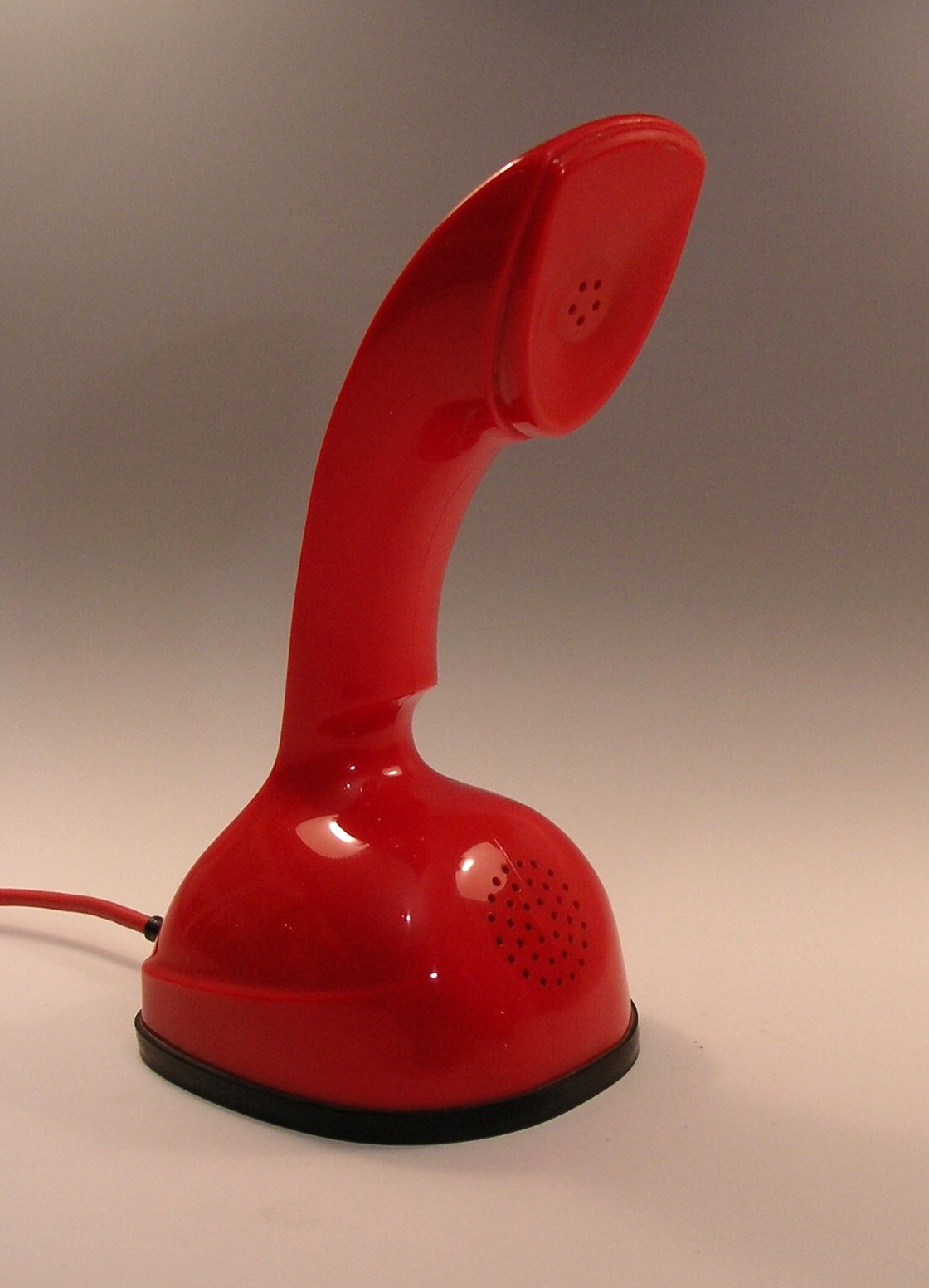
Ericofon («Cobra»), 1953
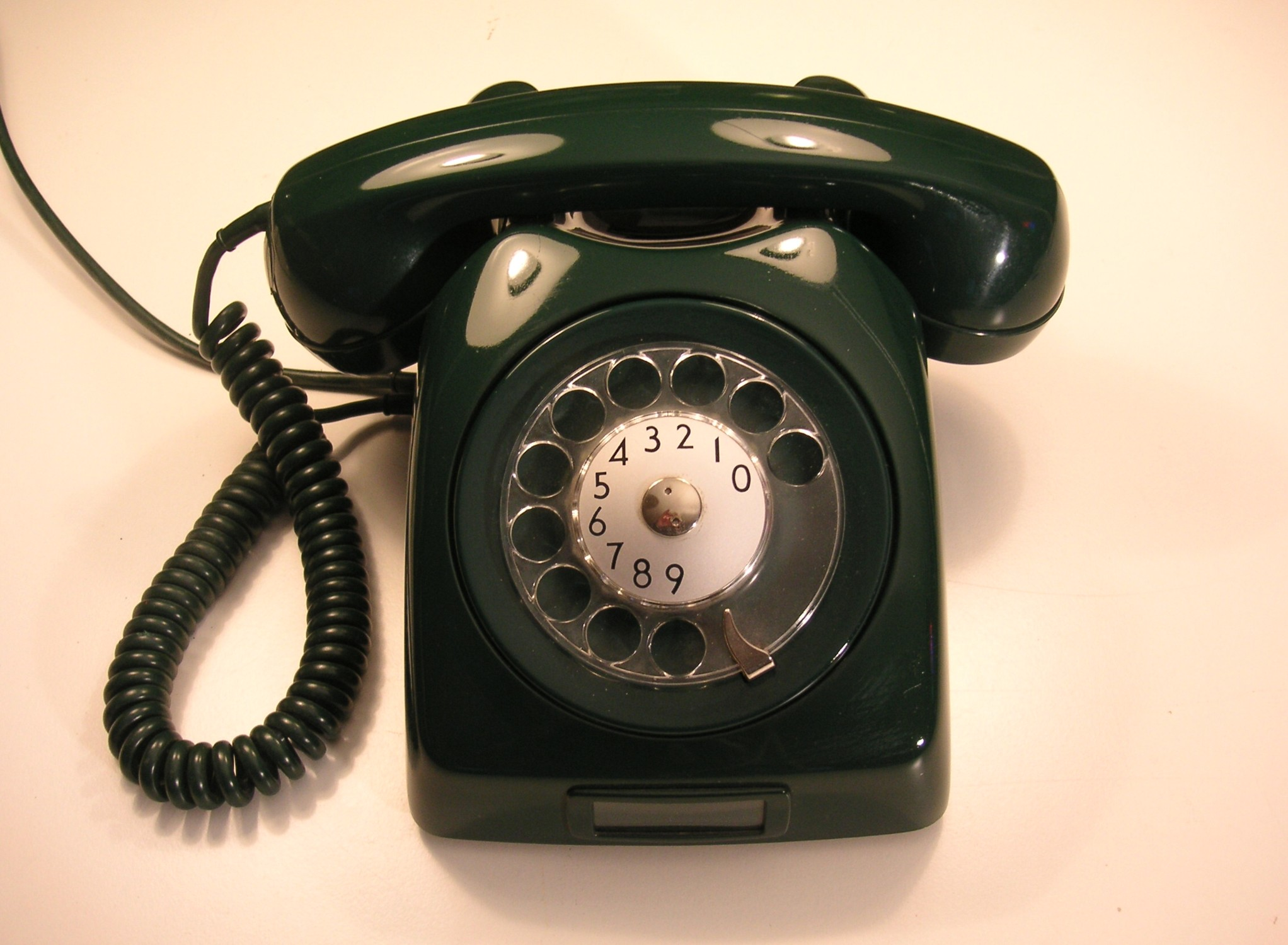
Dialog, 1962 (спільно з Televerket)
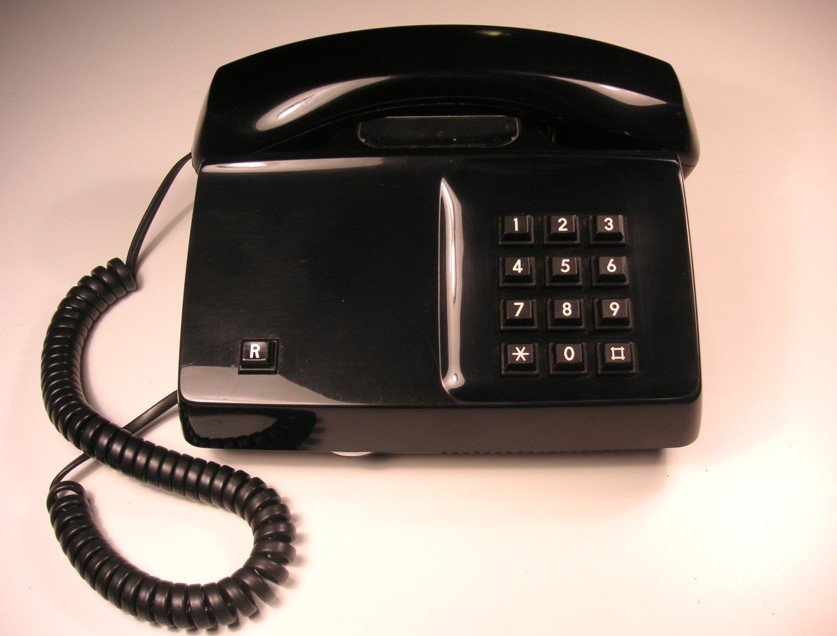
Diavox, 1978 (спільно з Televerket)